# Parafia św. Michała Archanioła w Dobromierzu
Parafia św. Michała Archanioła w Dobromierzu znajduje się w dekanacie świebodzickim w diecezji świdnickiej. Była erygowana w XIII w. Proboszczem parafii jest ks. kan. RM Andrzej Walerowski.